# Broddarps församling
Broddarps församling var en församling i Skara stift och i Herrljunga kommun. Församlingen uppgick 2010 i Östra Gäsene församling.

## Administrativ historik
Församlingen har medeltida ursprung. 
Församlingen var till 1962 annexförsamling i pastoratet Eriksberg, Mjäldrunga och Broddarp. Från 1962 till 2010 annexförsamling i pastoratet Skölvene, Hov, Källunga, Eriksberg, Mjäldrunga och Broddarp som till 1989 även omfattade Norra Säms församling och från 1989 Ods, Molla, Alboga och Öra församlingar. Församlingen uppgick 2010 i Östra Gäsene församling.

## Kyrkor
- Broddarps kyrka

Broddarps kyrka är byggd av granit och har ett tresidigt kor. Den uppfördes 1898 av Carl Möllers ritningar på samma plats som dess romanska föregångare och följande form som denna fick kyrkan efter en tillbyggnad vid 1600-talets slut. Altartavlan är målad vid 1600-talets mitt. Kyrkans dopfunt är daterad till 1200-talets början.